# Kazumasa Kawano
Kazumasa Kawano (Oita, 7 november 1970) is een voormalig Japans voetballer.

## Carrière
Kazumasa Kawano speelde tussen 1989 en 2002 voor Sanfrecce Hiroshima, Nagoya Grampus Eight, Yokohama Marinos en Cerezo Osaka.